# 韦尔 (伊夫林省)
韦尔（法語：Vert，法語發音：[vɛʁ] ⓘ）是法国伊夫林省的一个市镇，属于芒特拉若利区。

## 地理
韦尔（48°56'29"N, 1°41'27"E）面积3.67 平方千米，位于法国法蘭西島大區伊夫林省，该省份为法国北部内陆省份，北起瓦兹河谷省，西接厄尔省，西南接厄尔-卢瓦省，东南接埃松省，东临上塞纳省。
与韦尔接壤的市镇（或旧市镇、城区）包括：欧夫勒维尔-布拉瑟伊、班维利耶、布勒伊-布瓦罗贝尔、弗拉库尔、苏万德尔、维莱特。

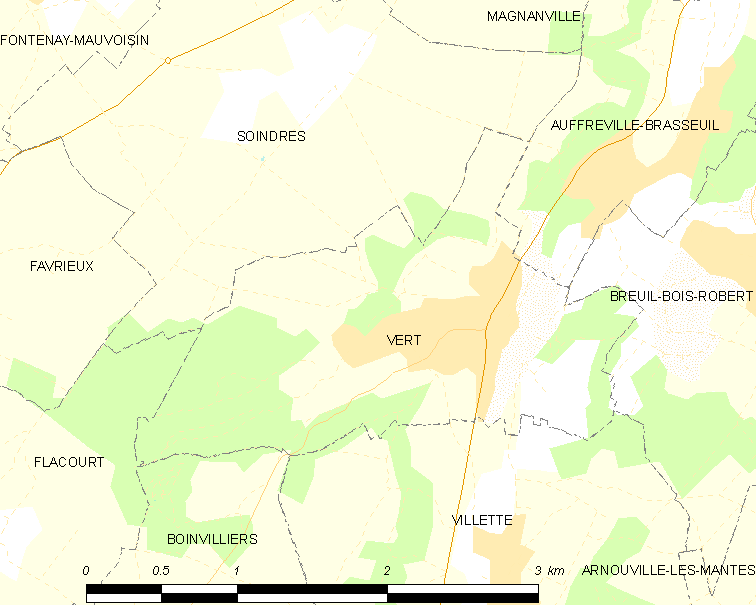
的OSM定位图

韦尔的时区为UTC+01:00、UTC+02:00（夏令时）。

## 行政
韦尔的邮政编码为78930，INSEE市镇编码为78647。

## 政治
韦尔所属的省级选区为塞纳河畔博尼耶尔县。

## 人口

1962-2008年间人口变化图示

韦尔于2022年1月1日时的人口数量为852人。